# Пищальников, Виталий Владиславович
Виталий Владиславович Пищальников (род. 1 апреля 1958 года, Астрахань) — советский метатель диска и толкатель ядра, российский тренер по лёгкой атлетике. Мастер спорта СССР международного класса (1986). Заслуженный тренер России (2012).

## Биография
Виталий Владиславович Пищальников родился 1 апреля 1958 года в Астрахани, в семье рабочих. После окончания школы переехал в Краснодар, где окончил институт по специальности преподаватель физического воспитания. Затем вместе с семьёй переехал сначала в Астрахань, а затем в Майкоп.
Женат на Татьяне Пищальниковой, есть 2 сына — Богдан (род. 1982), Кирилл (род. 1987), и дочь — Дарья (род. 1985).

## Карьера
Во время учёбы в школе Пищальников занимался баскетболом и тяжёлой атлетикой. В 15 лет начал заниматься метанием диска. Двукратный чемпион РСФСР. Обладатель Кубка СССР. Чемпион России среди ветеранов.
После окончания спортивной карьеры работал охранником, преподавателем физкультуры в медучилище и массажистом в больнице.
С 1996 года начал работать тренером в СДЮСШОР г. Майкоп. В настоящее время — тренер сборной России по метанию диска и толканию ядра.
Наиболее известными среди его воспитанников являются:
- Дарья Пищальникова — чемпионка Европы 2006 года[5];
- Богдан Пищальников — участник двух Олимпиад (2008, 2012), семикратный чемпион России (2005, 2007—2012)[6];
- Ольга Иванова — участница Олимпиады 2008 года;
- Виктор Бутенко — серебряный призёр молодежного чемпионата Европы 2013 года;
- Валерия Зырянова — призёр Кубка России[7];
- Сима Антил[англ.] — участница четырёх Олимпиад (2004, 2012, 2016, 2020), чемпионка Азиатских игр 2014[8].

## Спортивные результаты
| Год  | Соревнования                                             | Место проведения  | Дисциплина    | Место | Результат |
| ---- | -------------------------------------------------------- | ----------------- | ------------- | ----- | --------- |
| 1982 | Первенство ДСО «Спартак» РСФСР                           | Орёл, СССР        | метание диска | 1     | 62,10 м   |
| 1983 | Первенство ДСО «Спартак» РСФСР                           | Орёл, СССР        | толкание ядра | 1     | 19,03 м   |
| 1983 | Первенство ДСО «Спартак» РСФСР                           | Орёл, СССР        | метание диска | 1     | 64,84 м   |
| 1984 | Соревнования в честь Дня Победы                          | Ставрополь, СССР  | метание диска | 1     | 67,76 м   |
| 1984 | Всесоюзные соревнования на призы Сочинского горисполкома | Сочи, СССР        | метание диска | 3     | 63,08 м   |
| 1984 | Всесоюзные личные соревнования                           | Сочи, СССР        | метание диска | 8     | 60,00 м   |
| 1985 | Чемпионат СССР                                           | Ленинград, СССР   | метание диска | 5     | 62,20 м   |
| 1985 | Соревнования на призы 26 Бакинских комиссаров            | Баку, СССР        | метание диска | 1     | 65,80 м   |
| 1986 | Зимний чемпионат СССР по метаниям                        | Адлер, СССР       | метание диска | 4     | 60,92 м   |
| 1986 | Всесоюзные соревнования памяти Нины Думбадзе             | Леселидзе, СССР   | метание диска | 3     | 65,00 м   |
| 1986 | Мемориал братьев Знаменских                              | Ленинград, СССР   | метание диска | 6     | 60,28 м   |
| 1986 | Всесоюзные соревнования                                  | Краснодар, СССР   | метание диска | 3     | 59,42 м   |
| 2001 | Чемпионат России среди ветеранов                         | Краснодар, Россия | метание диска | 1     | 37,03 м   |

## Награды и звания
- Почётное звание «Заслуженный тренер России» (2012)[13].
- Почётная грамота губернатора Тверской области (2012)[14].
- Диплом губернатора Ставропольского края (2014)[15].